# آریان (حصار)
جماعت دهات آریان  (به خط تاجیکی: ҷамоати деҳоти Ориён) جماعت دهات در کشور تاجیکستان است که در ناحیهٔ حصار، منطقهٔ «ناحیه‌های تابع جمهوری» قرار دارد. جمعیت این جماعت ۱۰٬۸۷۳ نفر است.
جماعت دهات آریان در ۴ ژوئیه سال ۲۰۱۳ میلادی، به مرکزیت روستای حلقه‌رود تشکیل شد.

## لیست دهات تابعه
(جمعیت در سال ۲۰۲۲ میلادی)
- چنار (Чинор)(۲٬۹۹۰)
- حاجی‌گرداب (Ҳоҷигирдоб)(۱٬۰۸۰)
- حلقه‌رود (Ҳалқарӯд)(۲٬۳۶۶)
- ‌ شرف‌آباد (Шарафобод)(۱٬۱۴۰)
- گلستان (Гулистон)(۹۵۰)
- مروتک (Мурӯтак)(۹۳۳)
- هفت‌تپه (Ҳафттеппа)(۱٬۷۹۴)